# Droga wolności
Droga wolności (tytuł oryginalny: Rruga e lirisë) – albański film fabularny z roku 1983 w reżyserii Esata Musliu, na motywach powieści Natashy Lako.

## Opis fabuły
Grupa kobiet, walczących dotąd w oddziale partyzanckim przybywa do wyzwolonego Beratu, aby wziąć udział w I Kongresie Kobiet Antyfaszystowskich. Droga do Beratu nabiera znaczenia symbolicznego, podobnie jak symboliczne są trudności, które pokonują. Przechodząc przez linię frontu, spotykają się z przejawami wrogości we wsiach, gdzie nadal panują zasady patriarchalne wynikające z prawa zwyczajowego. Dla kobiet idących do Beratu jest to jednak droga wyzwolenia dla kobiet, w nowej rzeczywistości.

## Obsada
- Roza Anagnosti jako Dhurata
- Marieta Ljarja jako Vojsava
- Eli Vejzi jako Vjollca
- Tinka Kurti jako matka Sania
- Liri Lushi jako Dila
- Ana Musabelliu jako Maria
- Ndriçim Xhepa jako Korab
- Pavlina Mani jako Nafia
- Guljelm Radoja jako Aleks
- Miriam Bruçeti jako Dava
- Dervish Biba
- Antoneta Fishta
- Lec Shllaku